# Hans Schmid (Pilot)
Hans Schmid (* 5. Dezember 1879 in Ebnat; † 14. Oktober 1911 in Bern) war ein Schweizer Flugpionier. Er war der erste Schweizer, der beim Fliegen tödlich verunfallte.

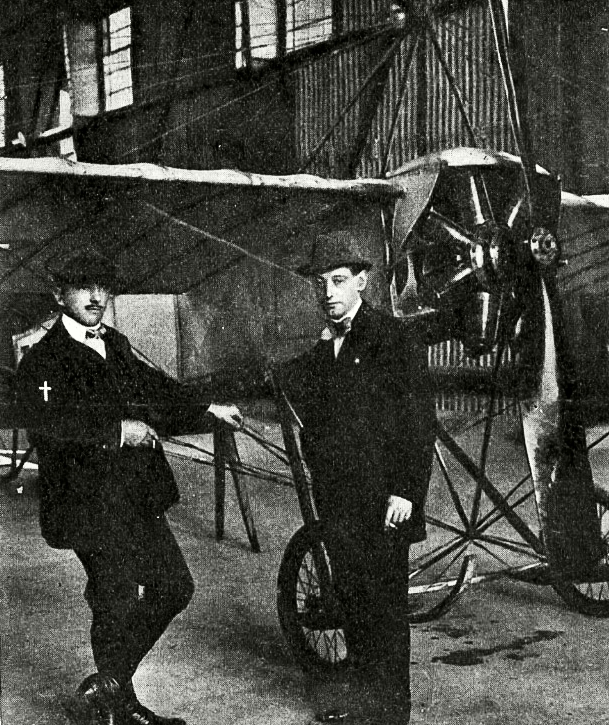
Hans Schmid

## Leben
Schmid war Gastwirt im Restaurant Sternen in Wettingen. Im Jahre 1910 erwarb er in Douzy in den Ardennen sein Flug-Brevet und unternahm ab dem Sommer 1910 mit einem Doppeldecker erste Flugversuche auf dem Klosterfeld in Wettingen. Erstmals mit Passagieren flog er im Juli 1911 und am 30. Juli 1911 war er bei einer Flugschau in Dübendorf einer der erfolgreichsten Piloten. Bei einem Schaufliegen in Bern, das vom 14. bis zum 16. Oktober stattfinden sollte, trat Schmid mit einem Eindecker an. Am ersten Tag der Schau schaffte er unter fünf Teilnehmern mit 30 Minuten und 55 Sekunden die längste Flugzeit. Bei seinem zweiten Flug am selben Tag bekam seine Maschine nach einer Flugzeit von ungefähr 2 Minuten Probleme, so dass sein Eindecker abstürzte und Schmid unter sich begrub. Er konnte nur noch tot aus dem Flugzeugwrack geborgen werden.
Hans Schmid war verheiratet und hatte fünf Kinder.